# Monteverdi Marittimo
Monteverdi Marittimo là một đô thị ở tỉnh Pisa trong vùng Toscana thuộc Ý, có cự ly khoảng 80 km về phía tây nam của Florence và khoảng 60 km về phía đông nam của Pisa. Tại thời điểm ngày 31 tháng 12 năm 2004, đô thị này có dân số 731 người và diện tích là 98,7 km².
Đô thị Monteverdi Marittimo có các frazioni (các đơn vị trực thuộc, chủ yếu là các làng) Canneto, Gualda, và Pratella.
Monteverdi Marittimo giáp các đô thị: Bibbona, Castagneto Carducci, Montecatini Val di Cecina, Monterotondo Marittimo, Pomarance, Sassetta, Suvereto.